# Xã La Crosse, Quận Jackson, Minnesota
Xã La Crosse (tiếng Anh: La Crosse Township) là một xã thuộc quận Jackson, tiểu bang Minnesota, Hoa Kỳ. Năm 2010, dân số của xã này là 156 người.